# Bispora
Bispora Corda (bispora) – rodzaj grzybów z gromady workowców (Ascomycota).

## Systematyka i nazewnictwo
Pozycja w klasyfikacji według Index Fungorum: Incertae sedis, Incertae sedis, Incertae sedis, Incertae sedis, Pezizomycotina, Ascomycota, Fungi.
Takson o bliżej nieokreślonej systematyce. Utworzył go w 1837 r. August Corda. Nie podał gatunku typowego, ale wyznczyli go w 1931 r. Frederic Edward Clements i Cornelius Lott Shear. Nazwa polska według W. Fałtynowicza.
Gatunki występujące w Polsce:
- Bispora pallescens (Pers.) J.K. Mitch. & Quijada 2022

Nazwy naukowe na podstawie Index Fungorum. Wykaz gatunków według M. Kozłowskiej i innych (podany jako Bisporella pallescens).